# Ciutat de la Justícia (métro de Barcelone)
Ciutat de la Justícia est une station de la ligne 10 du métro de Barcelone.

## Situation sur le réseau
La station est située rue Victoria-Kent (Carrer de Victoria Kent), sur le territoire de la commune de L'Hospitalet de Llobregat, dans la banlieue immédiate de Barcelone. Elle s'intercale entre les stations Foneria et Provençana.

## Histoire
La station entre en service le 23 novembre 2019, quatorze mois après l'ouverture du tronçon sud de la ligne 10.

## Services aux voyageurs

### Accès et accueil
La station dispose de deux voies superposées, dotés chacune d'un quai latéral.

### Intermodalité
La station permet la correspondance avec les lignes suburbaines et régionales de l'infrastructure Llobregat-Anoia, notamment la ligne 8, via la station Ildefons Cerdà, située à 200 m à pied par l'espace public.

## À proximité
La station se trouve à proximité immédiate du palais de justice de Barcelone et L'Hospitalet de Llobregat (Ciutat de la Justícia de Barcelona i l'Hospitalet de Llobregat), qui accueille les tribunaux des districts judiciaires éponymes.